# Milka Loff Fernandes

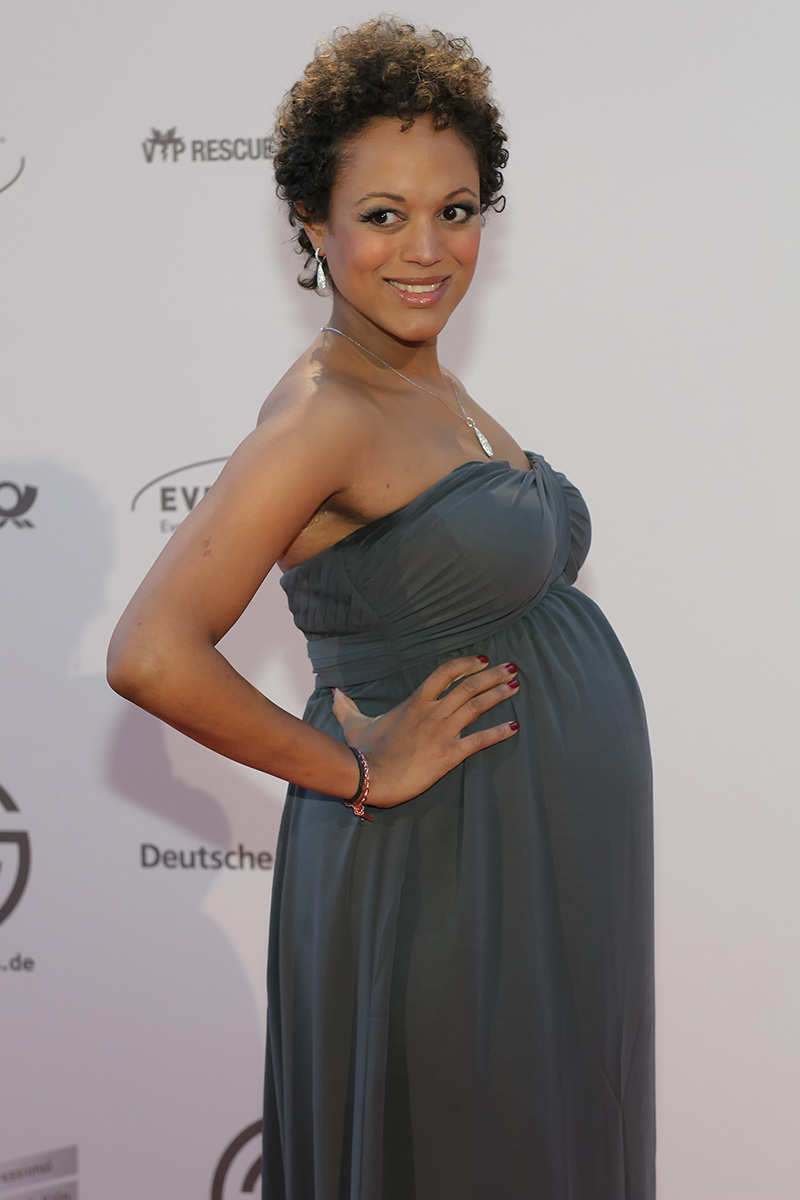
Milka Loff Fernandes mit Babybauch auf der 21. UNESCO Charity Gala am 27. Oktober 2012 in Düsseldorf.

Milka Loff Fernandes (* 19. Juni 1980 in Hamburg) ist eine deutsche Fernsehmoderatorin und Schauspielerin.

## Leben
Milka Loff Fernandes wurde in Hamburg geboren, ihre Eltern sind aus Kap Verde. Nach ihrem Abitur an der Sankt-Ansgar-Schule nahm sie, ohne Kameraerfahrung, erfolgreich an einem Casting des Senders VIVA teil und moderierte von Juni 1999 bis 2004 bei VIVA die Sendungen Interaktiv, Was geht ab?, Inside, Film ab, FACE IT! by Douglas und die Comet-Verleihung.
Unfreiwillig einem größeren Fernsehpublikum bekannt wurde Fernandes durch die Sendung Darüber lacht die Welt mit Hape Kerkeling. Dieser trat, verkleidet als Frontmann der fiktiven finnischen Hip-Hop-Gruppe „R.I.P. Uli“, in ihrer Show Interaktiv auf, ohne dass sie den Streich trotz des deutlich unflätigen Benehmens der Gruppe erkannte.
Parallel zu ihrer Tätigkeit bei VIVA sang Fernandes im Jahr 2002 den Song Girl 4 a Day mit der Gruppe Band ohne Namen, welcher Platz 16 der deutschen Singlecharts erreichte. Weiterhin hatte sie während und nach ihrer Zeit bei VIVA kurze Gastauftritte in Tatort: Fette Krieger (2001), im Kurzfilm Traum(a) (2003) und eine Nebenrolle in der ZDF-Krimiserie Rosa Roth in der Folge Geschlossene Gesellschaft.
Aufgrund von diagnostizierter Depression moderierte Fernandes am 13. Februar 2004 ihre Abschiedssendung auf VIVA, eine Sondersendung Interaktiv.
2005 moderierte sie regelmäßig die Sendung Studioeins, welche das Vorabendprogramm des Senders Das Erste umgab. Zwischen 2006 und 2007 war sie als Moderatorin der Sendung ENTERTAINMENT magazin des mittlerweile eingestellten deutschen TV-Senders Entertainment Channel zu sehen. Von 2017 bis 2020 moderierte Fernandes für drei Staffeln die Sendung Naked Attraction – Dating Hautnah auf RTL II.
Ihre erste Tochter kam am 15. Dezember 2012 zur Welt. Im folgenden Jahr heiratete Fernandes den Vater des Kindes, Robert Irschara, der zu dieser Zeit Head of International Strategic Account Manager der Firma Puma war. Ihre zweite Tochter wurde am 2. Oktober 2016 geboren. Die Familie lebt in Amsterdam.